# Zdeněk Rohlíček
Zdeněk Rohlíček (ur. 20 lipca 1980 w Pradze) – czeski aktor teatralny, telewizyjny i filmowy.

## Życiorys
Urodził się w Pradze jako syn aktorki Evy Hruškovej i Zdenka Rohlíčka. Ma młodszych braci Pavla i Vojtěcha, którzy zajmują się dubbingiem i aktorstwem. Pierwsze doświadczenia aktorskie i wokalne zdobywał jako dziecko na deskach teatru lalek, przed kamerą w kilku baśniach i produkcjach telewizyjnych oraz w szkole muzycznej podczas śpiewu chóralnego. W 2002 ukończył Konserwatorium Praskie na wydziale muzyki i dramatu.
Po ukończeniu konserwatorium przez krótki czas pracował w Teatrze Metro w Pradze grając m.in. w przedstawieniu Szkoła żon Moliera. Współpracował z Czarnym Teatrem im. Františka Kratochvíla. Występował w także w produkcjach radiowych i telewizyjnych. Od 2004 związał się z Teatrem Josefa Kajetána Tyla w Pilźnie, a także gościnnie występował w miejscowym teatrze Alfa. Wielokrotnie brał udział w letnich festiwalach teatralnych „Nebílovské divadelní léto” pod pilzneńskim niebem, w tym Don Kichot (2016).
Zadebiutował na małym ekranie mając piętnaście lat jako książę w baśni o upartych narzeczonych pt. O mądrym Sorfarinie (O moudré Sorfarině, 1995). W dramacie telewizyjnym Karta 77 (P.F. 77, 2003) na podstawie powieści Pavla Kohouta wystąpił w roli Petra, studenta DAMU. Rok później zagrał postać 20-letniego Sigmunda Freuda w amerykańskim filmie dokumentalnym Pytanie Boga: Sigmund Freud i C.S. Lewis (The Question of God: Sigmund Freud & C.S. Lewis, 2004). Występował też w serialach: Nie możesz o tym myśleć (To nevymyslíš, 2005) w roli syna, Drogi domu (Cesty domú, 2013) jako Jája Piskor, Ślady życia (Stopy zivota, 2014) jako Daniel, Polda (2016) jako Cerný, Bohéma (2017) jako Zdenek Zástera i Policjanci i dzieci (Poldové a nemluvne, 2020) jako Tim. Znalazł się w obsadzie komedii Teambuilding (2018).

## Życie prywatne
W czerwcu 2017 ożenił się z tancerką Libušą Vojtkovą. Mają córkę Elżbietę (ur. 18 września 2017).
Gra na pianinie, trąbce i bębnach oraz zajmuje się fotografią.